# Šargovac
Šargovac je naselje v mestu Banjaluka, Bosna in Hercegovina. 

## Deli naselja
Golubići, Kuljanci, Novakovići, Petrovići, Potočani, Pranjići, Radmani in Šargovac. 

## Prebivalstvo
| Pregled števila prebivalcev po letih | Pregled števila prebivalcev po letih | Pregled števila prebivalcev po letih | Pregled števila prebivalcev po letih | Pregled števila prebivalcev po letih | Pregled števila prebivalcev po letih |
| ------------------------------------ | ------------------------------------ | ------------------------------------ | ------------------------------------ | ------------------------------------ | ------------------------------------ |
| 1948                                 | 1953                                 | 1961                                 | 1971                                 | 1981                                 | 1991                                 |
| -                                    | -                                    | 933                                  | 994                                  | 1.171                                | 1.313                                |

| Narodna sestava prebivalstva po letih                                                                                       | Narodna sestava prebivalstva po letih                                                                                            | Narodna sestava prebivalstva po letih                                                                                               |
| --- | --- | --- |
| 1971 | 1981 | 1991 |
| . skupaj: 994 Hrvati 948 (95,37 %) Srbi 44 (4,42 %) Muslimani 0 (0,00 %) Jugoslovani 0 (0,00 %) drugi in neznano 2 (0,20 %) | . skupaj: 1.171 Hrvati 1.020 (87,10 %) Srbi 82 (7,00 %) Muslimani 1 (0,08 %) Jugoslovani 62 (5,29 %) drugi in neznano 6 (0,51 %) | . skupaj: 1.313 Hrvati 1.098 (83,62 %) Srbi 136 (10,35 %) Muslimani 7 (0,53 %) Jugoslovani 34 (2,58 %) drugi in neznano 38 (2,89 %) |